# گله (مجموعه تلویزیونی)
گلّه (به اسپانیایی La jauría، به انگلیسی: The Pack) مجموعه‌ای تلویزیونی ساخته شده در شیلی و به زبان اسپانیایی محصول سال ۲۰۱۹ است. این سریال ابتدا از سرویس آمازون پرایم پخش شد و سپس در تلویزیون ملی شیلی پخش شد. فیلمبرداری از ژانویه ۲۰۱۹ شروع شد و پخش آن از ۱۰ ژوئیه ۲۰۲۰ آغاز گشت. آمازون پرایم این سریال را برای فصل دوم تمدید کرده‌است. داستان سریال دربارهٔ تحقیقات پلیس برای دستگیری گروهی است که برنامه موبایلی با نام گله ساخته‌اند. نامی مستعار برای رسیدن به هدفشان برای آزار جنسی دانش‌آموزان یک مدرسه کاتولیک. این سریال با نام «گلهٔ گرگها» به فارسی دوبله و پخش شده‌است.

## داستان
شکایت از یک سوءاستفاده جنسی در منطقه‌ای ثروتمند از سانتیاگو، همه را وحشت زده می‌کند، این خبر آنقدر تکان‌دهنده است که دختران آن مدرسه دست به تجمع زده تا به این اتفاق اعتراض کنند.